# Rio Manacapuru
Manacapuru, palavra indígena, forma-se de manacá e puru.
A primeira vem de uma planta brasileira que em tupi, significa "flor".
A segunda, puru, da mesma origem, quer dizer "enfeitado". Em função disso, Manacapuru, na língua indígena tupi, quer dizer "Flor matizada".
1. ↑  Pascoaloto;  et al. (2024). «CARACTERÍSTICAS LIMNOLÓGICAS DO RIO SOLIMÕES NA ÁREA DE INFLUÊNCIA DO RIO MIRITI (MANACAPURU/AM) EM PERÍODO DE ÁGUAS BAIXAS» (PDF). Associação Brasileira de Recursos Hídricos. XV Encontro Nacional de Águas Urbanas. Consultado em 4 de outubro de 2024